# Lina Bertling Tjernberg
Lina Bertling Tjernberg, född Bertling 23 november 1973 i Huddinge kommun, är en svensk ingenjör och sedan 2013 professor i elkraftnät vid Kungliga Tekniska Högskolan, Stockholm.

## Biografi
Bertling Tjernberg har en civilingenjörsexamen i farkostteknik med inriktning mot systemteknik vid KTH från 1997. År 1999 blev hon teknologie licentiat med en avhandling om tillförlitlighet av elkraftsystem, och 2002 disputerade hon på elkraftsystem med en avhandling om distributionssystem för elkraft och speciellt optimering av underhåll för att uppnå viss tillförlitlighet.
Mellan 2002 och 2009 var hon biträdande lektor vid KTH vid gruppen för RCAM - Reliability Centered Asset Management. Verksamheten innebar att hon var forskningsledare, lärare, handledare och mentor, och även ledamot i olika styrelser, expertgrupper och organisationskommittéer för konferenser. Åren 2007–2009 var hon även forskningsdirektör vid det statliga affärsverket Svenska Kraftnät. Åren 2009–2013 var hon professor i Uthålliga elkraftsystem vid Chalmers och chef för avdelningen Elteknik.
År 2013 blev hon utnämnd till professor i Elkraftnät vid KTH, avdelningen för elektroteknik och datavetenskap (EECS).
Bertling Tjernberg är sedan 2024 vice skolchef vid Skolan för Elektroteknik och Datavetenskap (EECS) med ansvar för forskningens villkor och impact. Hon är även ledamot i IVA och avdelning II Elektroteknik. 
Hennes forskning och undervisning fokuserar på att tillämpa matematik (statistik, optimering, livscykelanalys) för att prediktera och modellera tillförlitlighet och inverkan av olika underhållsåtgärder för olika komponenter och strukturer i elektriska kraftsystem.
Bertling Tjernberg har sin forsknings- och grundutbildning från KTH där hon byggde upp en forskningsgrupp inom Reliability-centred asset management (RCAM) och har varit ansvarig för forskningsprogram inom Elkrafttekniskt centrum (EKC). Hennes forskningsområde är inom elkraftsystemet med fokus på överföringsnätet och effekter av ny utveckling med anslutning av vindkraft, elfordon och nya lösningar med likspänning - vilket idag sammanfattas inom begreppet Smarta Elnät.
Bertling Tjernberg är aktiv inom olika branschorganisationer och nätverk nationellt och internationellt, samt deltar som expert och rådgivare för myndigheter och samhället. Hon har varit medlem i IVA:s Industriforskargrupp 2008–2010. Speciellt är hon aktiv inom det internationella yrkesnätverket IEEE samt inom Power & Energy Society (PES) och ingår i styrelsen sedan januari 2012.
Lina Bertling Tjernberg ingick som ledamot i Regeringens nationella samordningsråd för smarta elnät. och är sedan 2019 vice ordförande i Sällskapet Riksdagsledamöter och Forskare.
Mellan 2018-2024 var Bertling Tjernberg föreståndare för KTH:s Energiplattform, som skapades för att stödja och katalysera tvärvetenskaplig forskning inom energiområdet.
2021 utsågs Lina Bertling Tjernberg till Årets Kraftkvinna. Priset har instiftats av nätverket Kraftkvinnorna för att synliggöra och lyfta kvinnor i energisektorn, för att bredda rekryteringsbasen och attrahera fler till branschen. Utdrag ur motiveringen: I år går priset Årets Kraftkvinna till en kvinna som i en traditionellt manlig domän av energisektorn ändå blivit en stark kraft och garant för mer jämställd kompetensförsörjning inom såväl dagens som morgondagens hållbara energisystem. Hon har med tydligt engagemang, ledarskap och uthållighet på ett framgångsrikt sätt systematiskt byggt fundament och plattformar för en framsynt utbildning av morgondagens medarbetare inom energiområdet.
2022 listades Bertling Tjernberg på Maktlistan Energi över de 20 mest inflytelserika inom energiområdet i Sverige. 
Lina Bertling Tjernberg är författare till över 150 vetenskapliga artiklar i tidskrifter och internationella konferenser, inklusive boken "Infrastructure Asset Management with Power System Applications", CRC Taylor & Francis, 2018 och till flera kapitel. Bertling Tjernberg är en av författarna till energiantologin "Vad är elektricitet" och "Uthålliga elkraftnät - en förutsättning för framtidens energisystem", samt "Hanbook on Climate Change". Hon var editor för boken Women in Power Research and Development Advances in Electric Power Systems. Springer Cham, https://doi.org/10.1007/978-3-031-29724-3 , July 2023 och författare till ett kapitel Reliability-Centered Asset Management with Models for Maintenance Optimization and Predictive Maintenance: Including Case Studies for Wind Turbines. Fler publikationer hittas på https://orcid.org/0000-0003-4763-9429 och en komplett lista över publikationer finns på www.kth.se/profile/linab.